# Oorlogsmonument Harelbeke
Het Oorlogsmonument Harelbeke is een herdenkingsmonument in Harelbeke voor militaire en burgerlijke slachtoffers van de Eerste en Tweede Wereldoorlog. Het is gelegen aan het Paretteplein, aan de kant van de Sint-Salvatorkerk, en werd ontworpen door de Kortrijkse architect Arsène Matton. 
Het oorlogsmonument, oorspronkelijk een herdenkingsmonument om oudstrijders van de Grote Oorlog te herdenken, werd officieel onthuld op 6 juli 1921 in aanwezigheid van de vertegenwoordigers van de koning en het leger. Na de Tweede Wereldoorlog werd de lijst van gesneuvelde oud-strijders uitgebreid en werden als ook de namen van burgerlijke slachtoffers, politieke gevangenen en gedeporteerden toegevoegd. De tweede plechtige onthulling vond plaats op 15 augustus 1947 in aanwezigheid van lokale besturen.
Het monument was oorspronkelijk geplaatst voor de kerk, aan de overkant van de straat. Na de Tweede Wereldoorlog werd het verplaatst naar het voormalige kerkhof ten westen van de kerk. In 2008 werd het verplaatst ten oosten van de kerk, waar het zich nu bevindt.

## Afbeeldingen

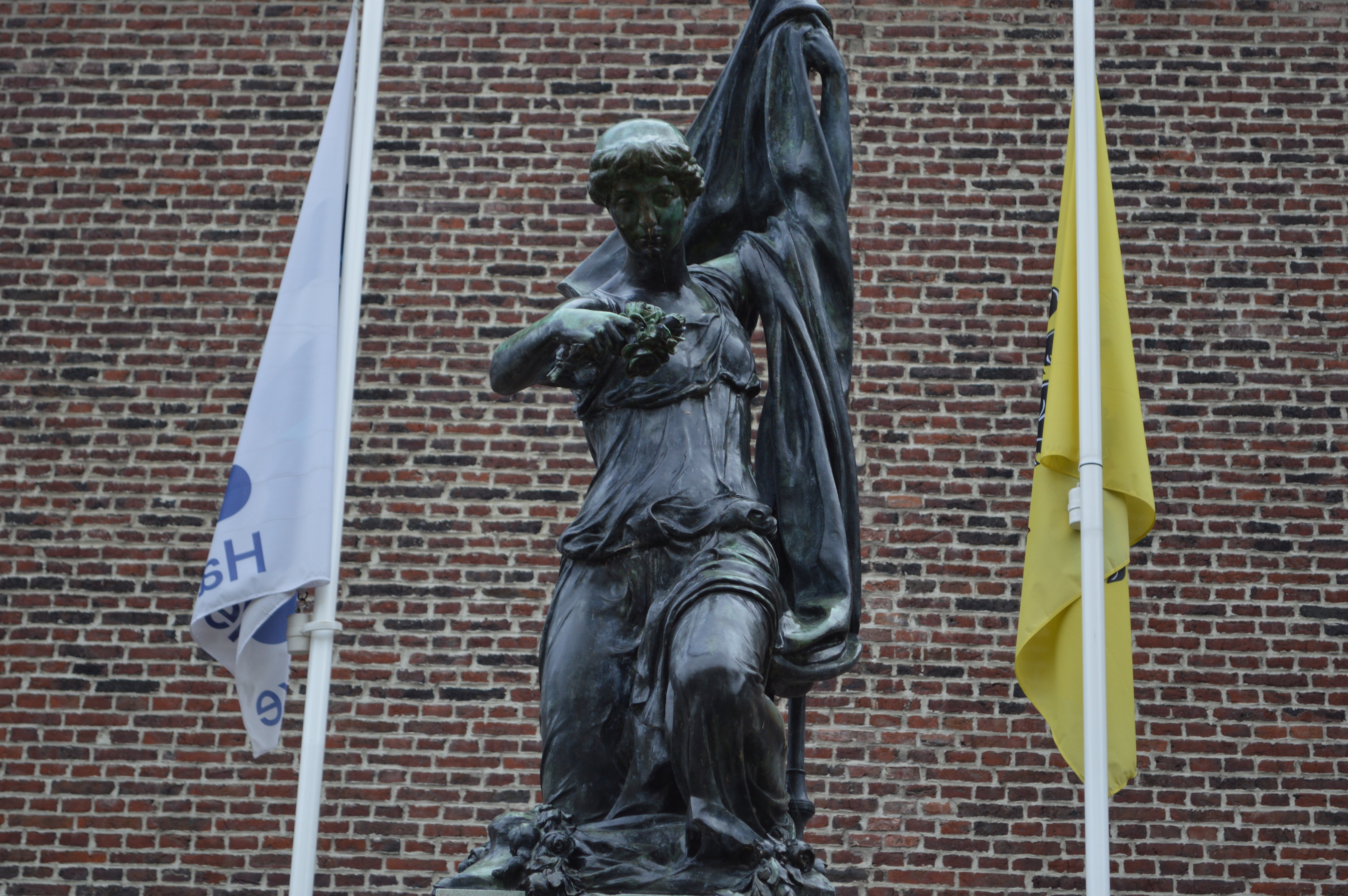
Close-up van het bronzen beeld
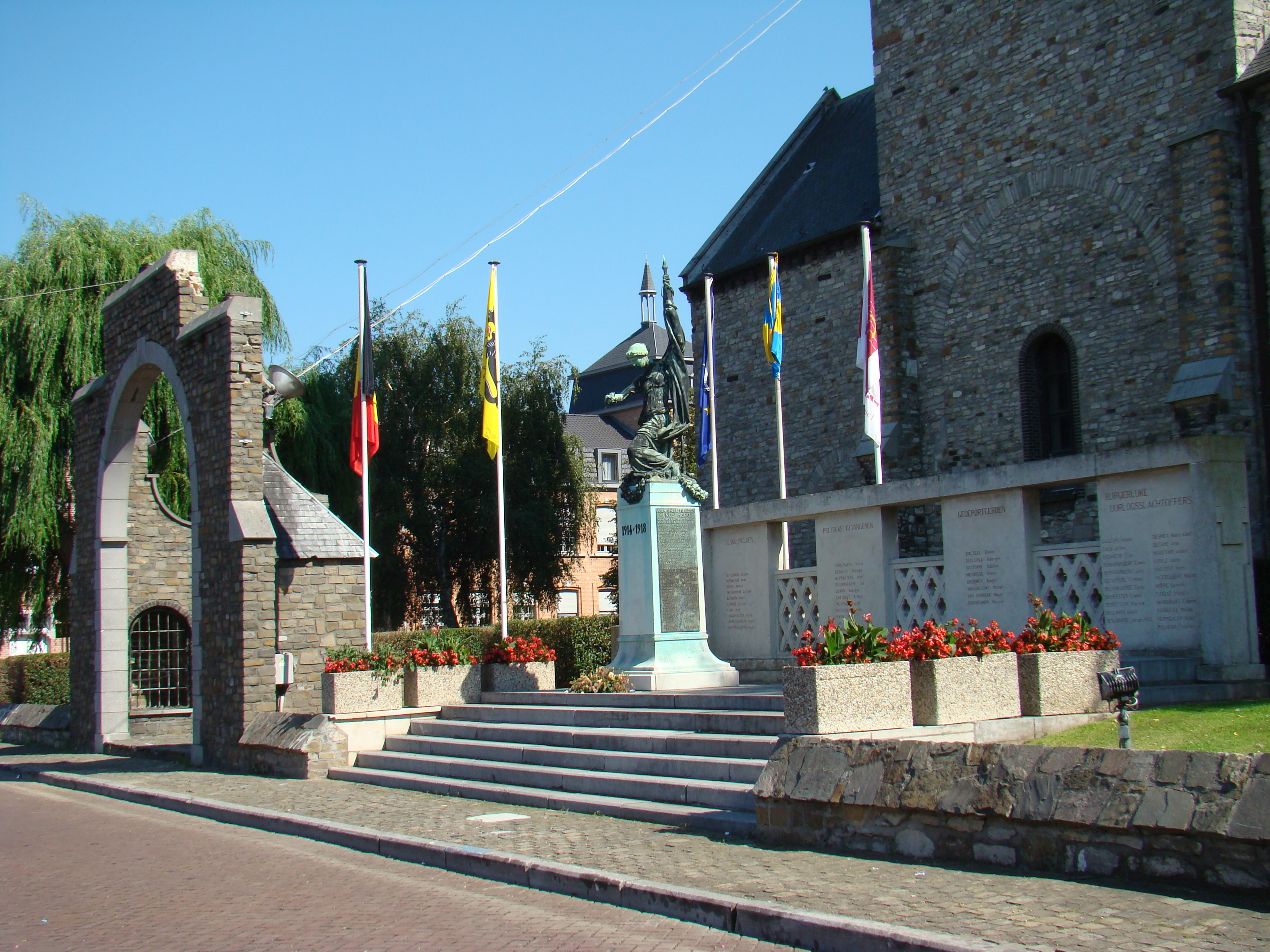
Het monument in 2007, toen gelegen ten westen van de kerk.